# Olympische Sommerspiele 2012/Teilnehmer (St. Kitts und Nevis)
| Gelbes Symbol für Goldmedaillen mit stilisierten Olympischen Ringen | Graues Symbol für Silbermedaillen mit stilisierten Olympischen Ringen | Braundes Symbol für Bronzemedaillen mit stilisierten Olympischen Ringen |
| ------------------------------------------------------------------- | --------------------------------------------------------------------- | ----------------------------------------------------------------------- |
| —                                                                   | —                                                                     | —                                                                       |

St. Kitts und Nevis nahm in London an den Olympischen Spielen 2012 teil. Es war die insgesamt fünfte Teilnahme an Olympischen Sommerspielen. Das St. Kitts and Nevis Olympic Committee nominierte sieben Athleten in einer Sportart.
Die Sprinterin Tameka Williams, die die Wettkämpfe über 100 und 200 Meter bestreiten sollte, wurde am 29. Juli wegen einer positiven Dopingprobe disqualifiziert.

## Teilnehmer nach Sportarten

### Leichtathletik
| Athleten                                                                                | Wettbewerb        | Vorlauf         | Vorlauf         | Halbfinale      | Halbfinale      | Finale | Finale | Rang |
| Athleten                                                                                | Wettbewerb        | Zeit            | Rang            | Zeit            | Rang            | Zeit   | Rang   | Rang |
| --------------------------------------------------------------------------------------- | ----------------- | --------------- | --------------- | --------------- | --------------- | ------ | ------ | ---- |
| Männer                                                                                  |                   |                 |                 |                 |                 |        |        |      |
| Antoine Adams                                                                           | 100 m             | 10,22 s         | 4               | 10,27 s         | 7               | –      | –      | 21   |
| Jason Rogers                                                                            | 100 m             | 10,30 s         | 5               | –               | –               | –      | –      | 32   |
| Kim Collins                                                                             | 100 m             | nicht gestartet | nicht gestartet | –               | –               | –      | –      | –    |
| Antoine Adams                                                                           | 200 m             | 20,59 s         | 2               | disqualifiziert | disqualifiziert | –      | –      | –    |
| Antoine Adams Kim Collins Delwayne Delaney Brijesh Lawrence Jason Rogers Lestrod Roland | 4 × 100-m-Staffel | 38,41 s         | 6               | –               | –               | –      | –      | 13   |